# Louise Hoffsten

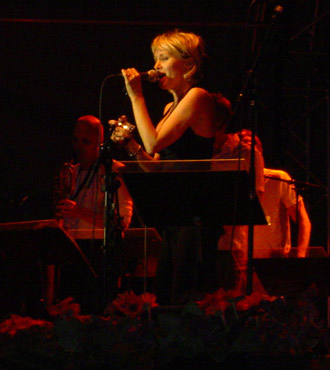
Louise Hoffsten tijdens het Stockholm Jazz Festival, Skeppsholmen, 2003.

Louise Hoffsten (6 september 1965) is een Zweeds songwriter, muzikant en zangeres. Ze zingt vooral in de stijlen rock en folk en muziek met blues-invloeden. Ook staat ze er om bekend altijd op te treden met een mondharmonica.

## Biografie
Hoffsten werd geboren in Linköping. Haar vader, Gunnar Hoffsten, was ook een muzikant en speelde trompet in een jazzband.
In 2013 deed ze mee aan Melodifestivalen, de Zweedse voorronde van het Eurovisiesongfestival. Met het lied Only The Dead Fish Follow The Stream wist ze de tweede halve finale te winnen.
In 1996 werd multiple sclerose ontdekt bij Hoffsten. Haar ervaringen hierover heeft ze opgeschreven in een boek.

## Discografie
- 1987: Genoom eld och vatten
- 1988: Stygg
- 1989: Ja, Ja
- 1991: Boodschap van Liefde
- 1993: Rhythm & Blonde
- 1995: 6
- 1996: kara Du
- 1999: Beautiful, maar waarom
- 2004: Knäckebröd Blues  (Remix en re-release van de Blues-cd, 1997)
- 2005: Van Linköping naar Memphis
- 2007: SÃ Speciell
- 2009: På andra Sidan Vättern
- 2012: Op zoek naar meneer God
- 2014: Bringing Out the Elvis
- 2015: L
- 2017: Röster ur mörkret
- 2022: Crossing the border

Collecties
- 2002: Collection 1991-2002
- 2003: Louise Hoffsten live-med Folkoperans Orkester

Anderen
- 1997: Blues  (boek met cd-opname)
- 1998: Tilde & Tiden  (een verhaal voor kinderen gelezen door Louise Hoffsten)

Soundtracks
- 1996 De Associate (op "Nice Doin 'Business")